# Pomnik Ofiar obozu pracy dla Żydów w Poznaniu
Pomnik Ofiar obozu pracy dla Żydów – pomnik w formie obelisku (2,5 metra wysokości) upamiętniający ofiary niemieckiego nazistowskiego obozu pracy dla Żydów, który w latach 1940-1943 funkcjonował na ówczesnym Stadionie Miejskim w Poznaniu.
Obiekt stoi przy ul. Królowej Jadwigi, w pobliżu budynku Multikina, niedaleko skrzyżowania z ul. Górna Wilda, na granicy Łęgów Dębińskich i centrum miasta (Rybaki). Betonowy obelisk przypomina płonącą pochodnię z wykutą na szczycie menorą. Napisy (po polsku i hebrajsku) informują o 14 pododdziałach obozu oraz metodach wyniszczania więźniów.
Autorami dzieła byli Jan Rassumowski i Józef Kaliszan, a wykonawcą Zakład Kamieniarski Marian Skrzypczak. Odsłonięcie nastąpiło 30 października 1983 na terenie obecnego targowiska przy samym stadionie (wtedy nie istniało, teren był zielony), skąd pomnik następnie przeniesiono w obecne miejsce, z uwagi na dewastację przestrzeni urbanistycznej przez handlarzy. Pomnik jest obsadzany różnego rodzaju odmianami kwiatów, zależnie od pory roku.